# محمد الضالع النجدي
محمد بن محمود بن عثمان القصيمي المعروف بـالضالع النّجدي (1843 - 2 يونيو 1919) (1259 - 4 رمضان 1337) شاعر من إقليم العراق العثماني من أصل نجدي. ولد في بغداد وقرأ فيها القرآن وتعلم الخط. ثم عمل مع والده بالتجارة ونجح فيها. جعل مدينة حلب السوريّة مستقرًّا له بعد أن تزوج من أهلها، وأفاد من مجالسة علمائها، وثقّف نفسه بنفسه بمطالعته الكتب الأدبية والدينية. وأخذ النحو على بشير الغزي، وطالع كتب الفقه والتفسير وكتب ابن تيمية وابن القيم وكان من الدعاة السلفية الوهابية. توفي في مدينة حلب. له شعر ونثر كثير متفرّق لم يعمل على جمعه. وله أيضًا رسالة وجيزة في الرد على غابرييل هانوتو.

## سيرته
هو محمد بن محمود بن عثمان المعروف بالضالع، وأصله من القصيم من بلاد نجد، انتقل والده إلى بغداد فاستوطنها. ولد محمد الضالع بها سنة 1259 هـ / 1843 م، ونشأ بها. قرأ القرآن وتعلم الخط. كان والده يرسله في تجارة المواشي بين حلب وبغداد، وبعد وفاة والده أقام بحلب واستوطنها بعد سنة 1863 م / 1279 م.
حجّ في سنة 1875م وبعد عودته تزوج بحلب سنة 1293 هـ/ 1876 م وتوفق في تجارته. أنشأ في سنة 1300 هـ/ 1883 م مسجداً في محلة الضوضو بحلب القديمة وخصص له عقارات بجانبه لتأمين الإنفاق عليه وإقامة الشعائر الدينية فيه، وفي حلب، تلقى النحو على بشير الغزي، وطالع الفقيه على مذهب أحمد بن حنبل، وأكثر من مطالعة كتب التفسير والحديث والأدب والتاريخ، وأكب على مطالعة كتب ابن تيمية وابن القيم، واجتمعت لديه مكتبة نفيسة حوت كثيراً من الكتب المطبوعة. وكان من الدعاة السلفية الوهابية. كان ناشطًا في إقامة علاقات أدبية وعلمية مع عدد من علماء وأدباء عصره من خلال متجره، «الذي حوله إلى ما يشبه سوق عكاظ الأدبي»، كما نشط في العمل الاجتماعي والخيري فأنشأ مسجدًا وخصص له الرواتب.
توفي محمد الضالع النجدي ليلة الثلاثاء في 4 رمضان 1337/ 2 يونيو 1919، ودفن في تربة الشيخ جاكير.

## شعره
ذكره عبد العزيز البابطين في معجمه وقال عنه «شعره قليل، نظمه على الموزون المقفى وفي الأغراض المألوفة من وصف ورثاء ومساجلات وإخوانيات، له قصيدة في وصف بلاد نجد يصور فيها مدى شوقه ووجده إليها مفتخرًا بانتساب محمد بن عبد الوهاب إليها، تأثر فيها بالموروث الشعري القديم كذكره لريح الصبا الذي يهيج الذكرى، لغته سلسة، ومعانيه واضحة، وخياله قليل.» من شعره بعنوان شكوى وسؤال: